# Костел Святого Станіслава (Оратів)
Ора́тівський косте́л Свято́го Стані́слава — парафіяльний костел (Вінницький деканат, Кам'янець-Подільська дієцезія) у смт Оратові на Вінниччині; пам'ятка архітектури місцевого значення (охоронний номер 155-М), одна з «візитівок» і туристичних атракцій селища і району.
Культова споруда розташована у центрі Оратова за адресою: вул. Героїв Майдану, буд. 80. 
Парафію обслуговують дієцезійні священики, працюють черниці із згромадження Сестер Служебниць Пресвятої Діви Марії.

## Архітектура
Збудований у стилі класицизму з незначними елементами неороманського стилю. Типологічно храм схожий на пізньобарокові костели Святої Барбари в Бердичеві та Святого Антонія у Старій Котельні, проте йому бракує монументальності, характерної для бароко, а також нагадує класицистичну перебудову ренесансно-барокового костелу ордену єзуїтів у Вінниці. Загалом такі храми можна побачити у провінційних литовських, польських та англійських містечках.

## Історія
У 1569 році в Оратові було споруджено перший костел, а 1757 року коштом Казимира Булавського збудували чергову святиню. 
Сучасний мурований храм постав 1845 року коштом Станіслава Войне Оранського та парафіян на місці попереднього. 

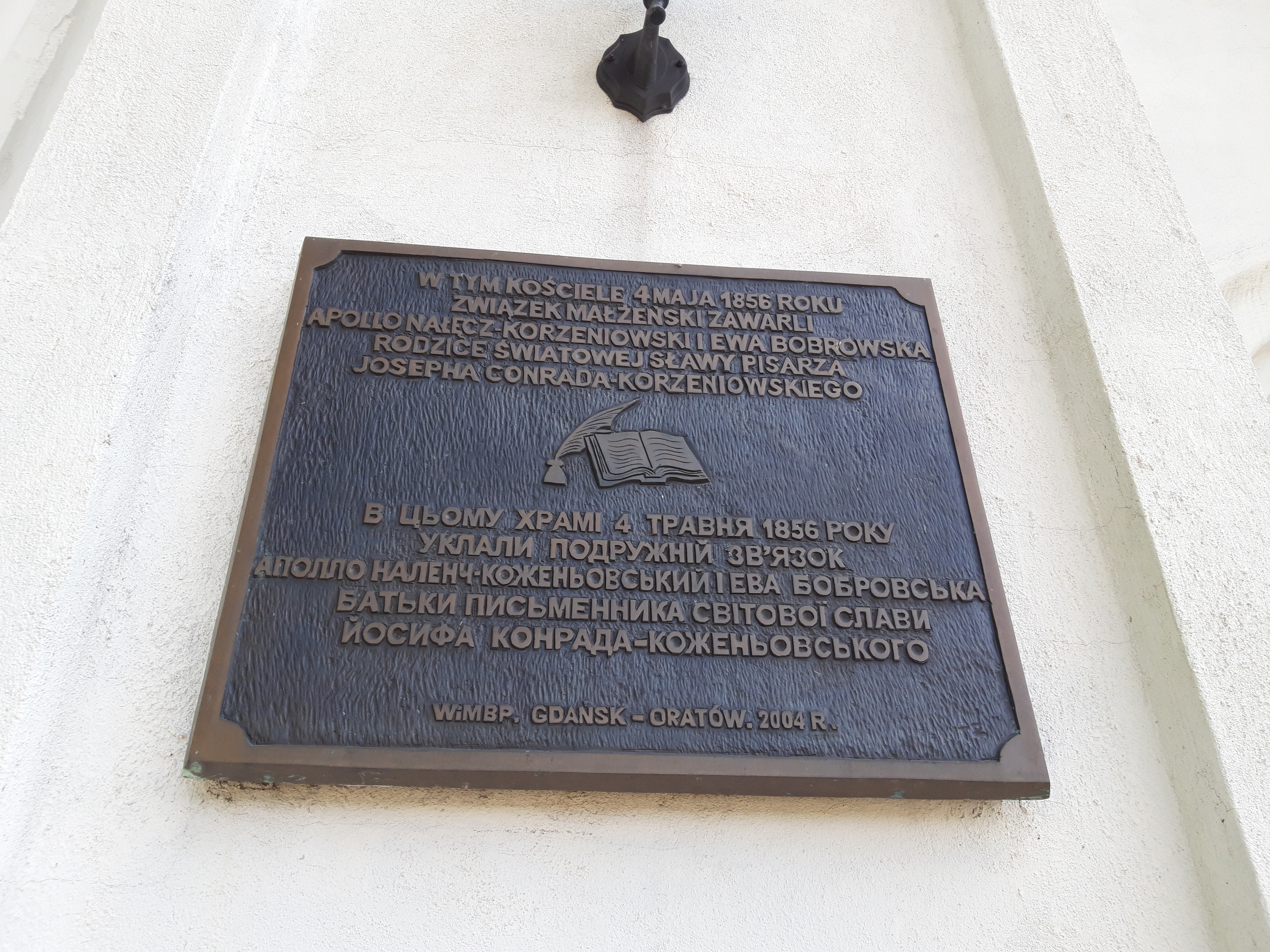
Меморіальна дошка на храмі

4 травня 1854 року в цьому костелі взяли шлюб батьки відомого письменника Джозефа Конрада Коженьовського. 
У радянський час і аж до кінця 1990-х, а саме в період від 1917 року по 14 червня 1999 року храм було закрито. Спершу в культовій споруді розташовувалось зерносховище та склад будматеріалів, а в повоєнний час, починаючи від 1946 року — клуб і районний будинок культури. 
До 1939 року в костелі був орган, згодом його розібрали.  
У 1996 році приміщення за рішенням Верховної Ради України передали католицькій громаді. 
8 серпня 1999 року єпископ Л. Дубравський освятив повернений костел; відтак, храм почали ремонтувати. 
9 травня 2004 року служителями костелу, громадськістю селища та польською делегацією з бібліотеки ім. Джозефа Конрада було встановлено меморіальну дошку, присвячену видатному письменнику.

## Галерея

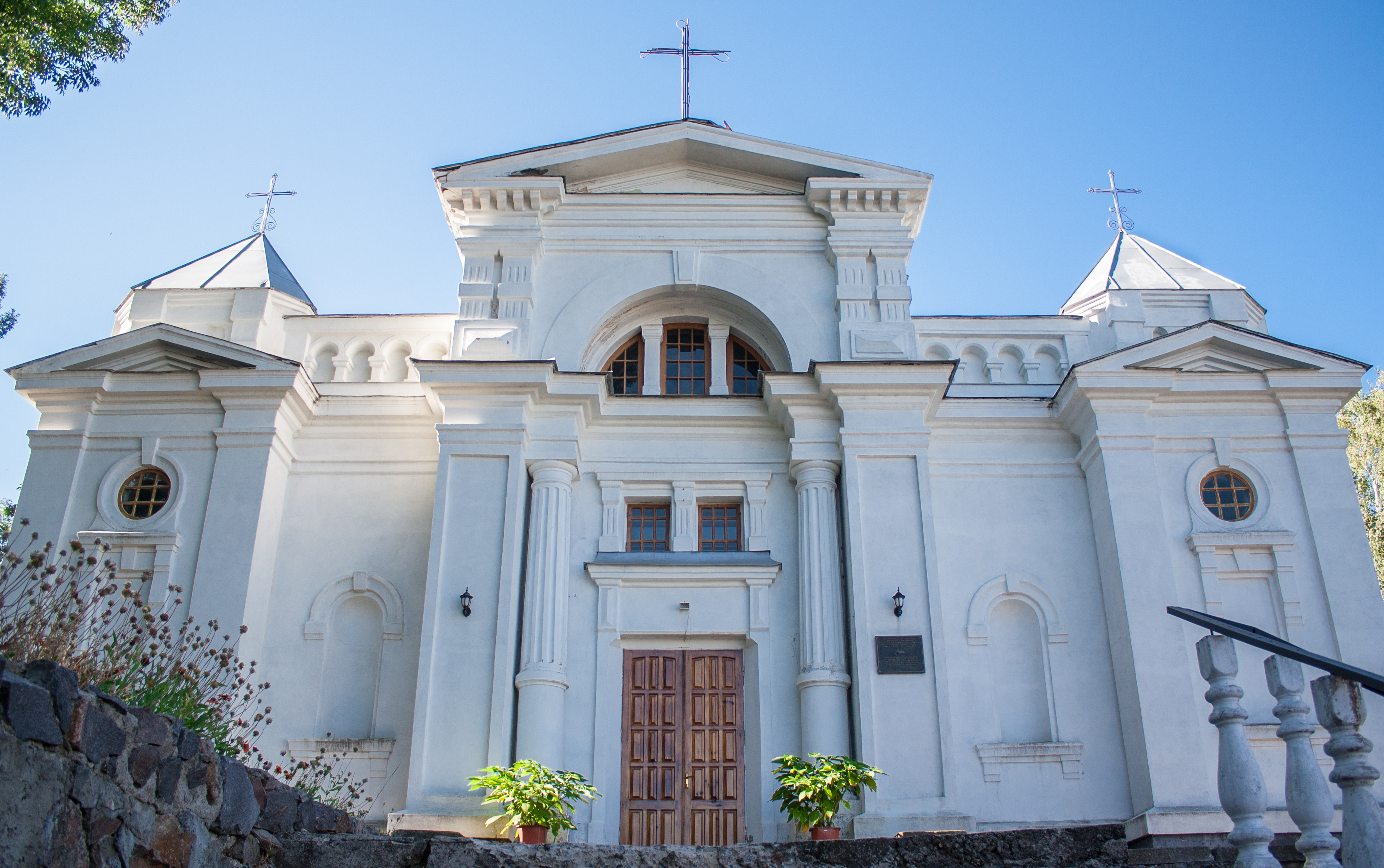
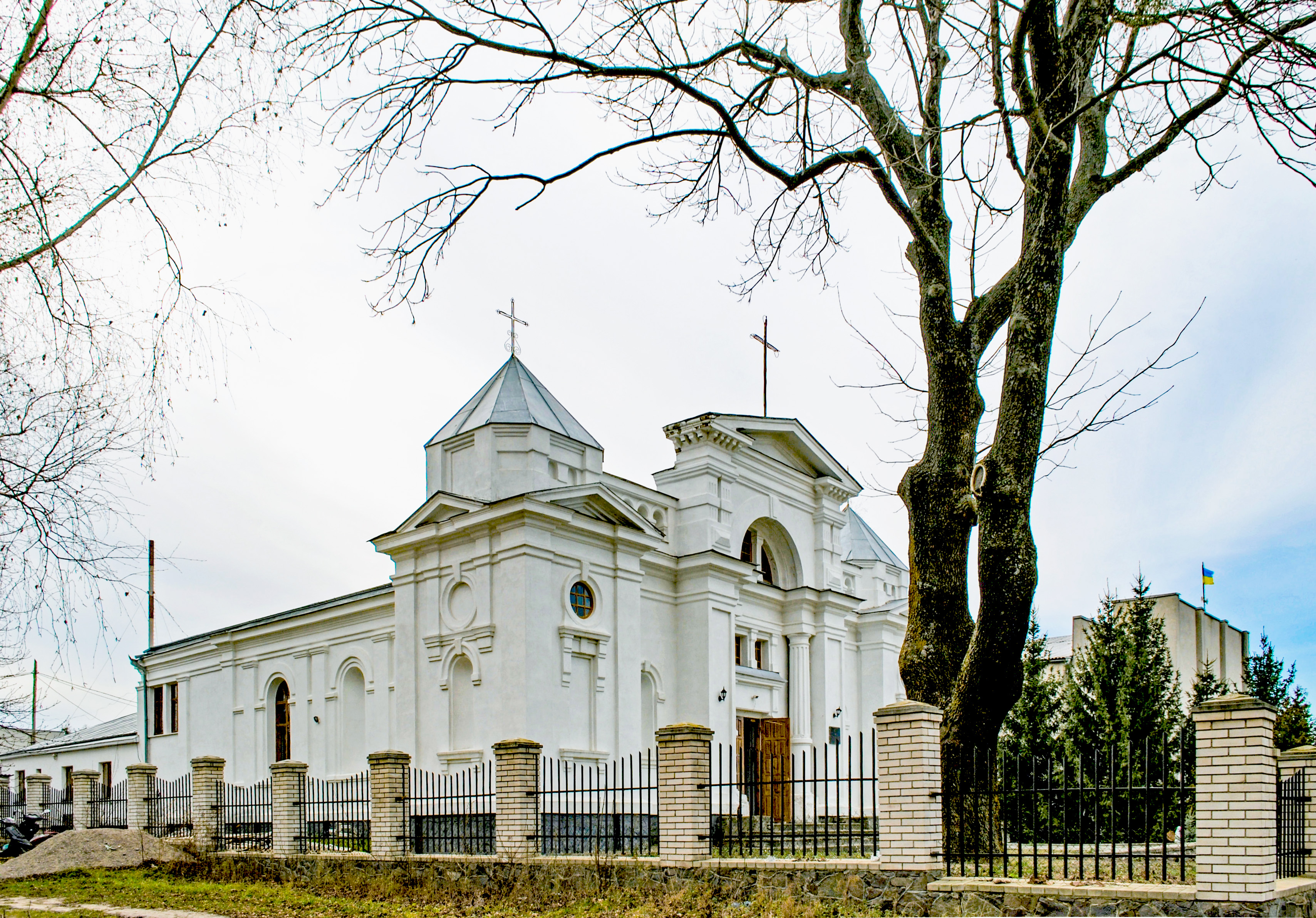
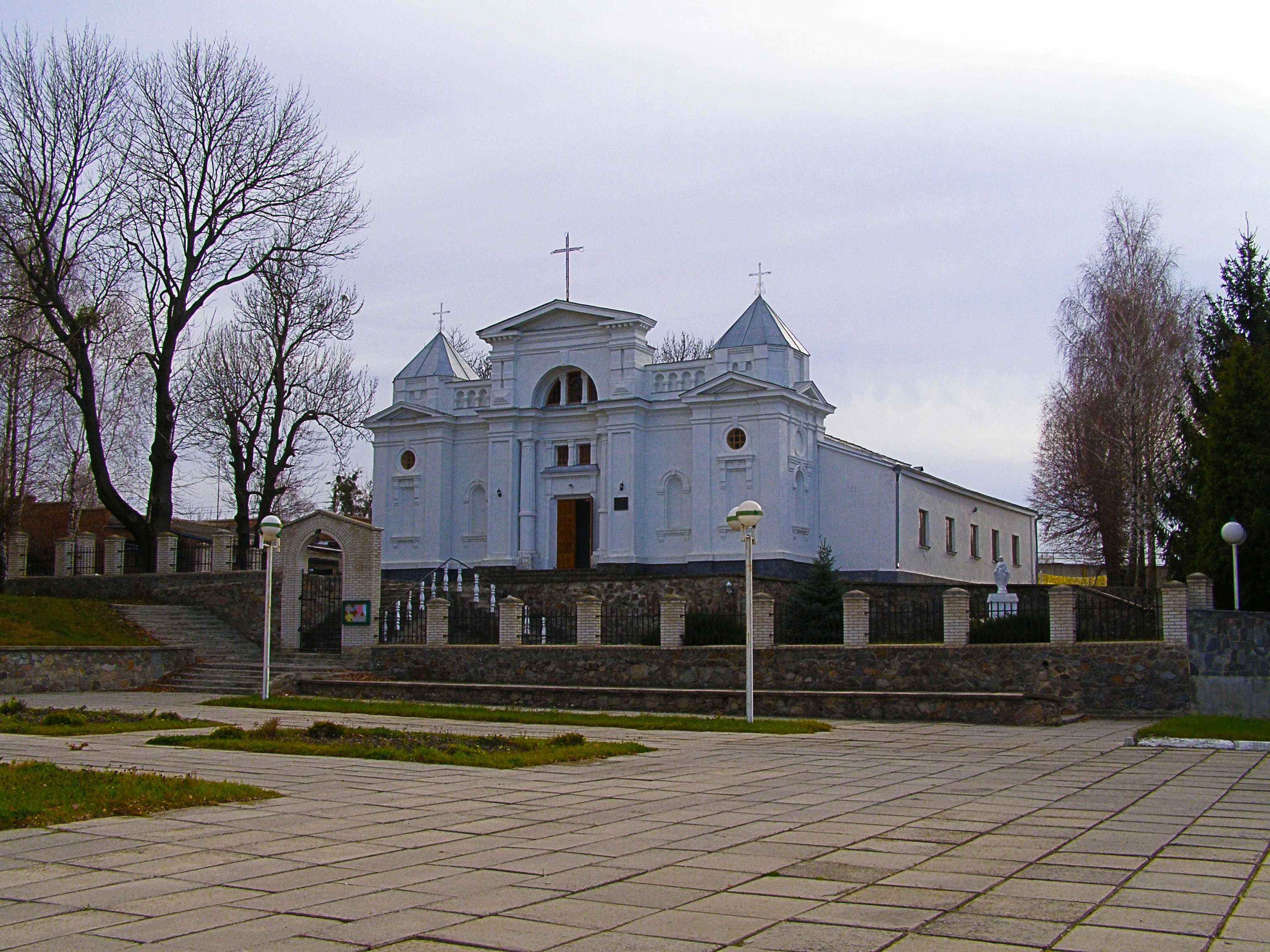